# マール (火山)

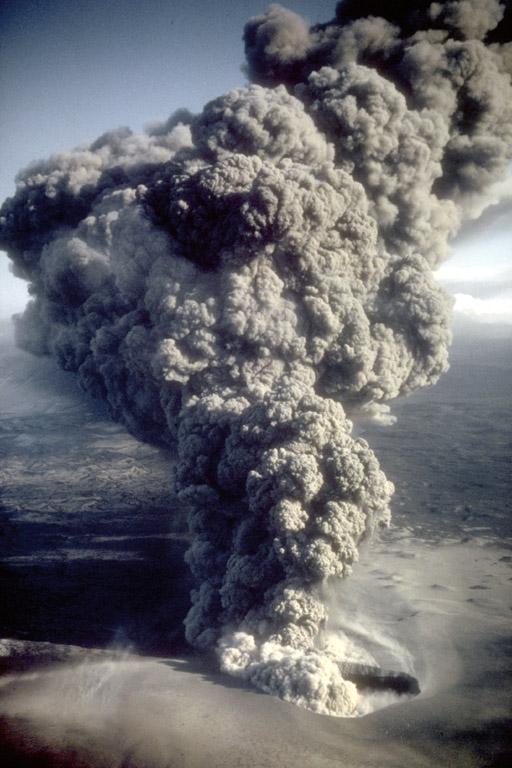
ウキンレク・マール群（アメリカ合衆国、アラスカ州）

マール（英語: maar）とは、水蒸気爆発またはマグマ水蒸気爆発により形成された円形の火口で、火山地形の1つである。
水が豊富にある場所でマグマ水蒸気爆発が起こって火砕サージを発生し、爆発によって生じた円形の火口の周囲に、少量の火砕サージ堆積物からなる低い環状の丘を形成する。火口底が地下水面より低い場合は、中に水が溜まることが多い。その場合、火口は湖となり、沿岸部では湾入する。通常は1回だけの噴火で形成され（単成火山）、この点で成層火山頂上の火口（湖）とは異なる。

## 語源
「マール」は、もともとドイツ西部のアイフェル地方の方言で「湖」を意味する。アイフェル地方にはこのようにして生じた湖沼が70か所以上に点在していて、俗に「アイフェルの目」とも呼ばれる。19世紀からドイツの地理学者によってこの種の地形を表す語として用いられるようになり、その後国際的に定着した。

## おもなマール地形

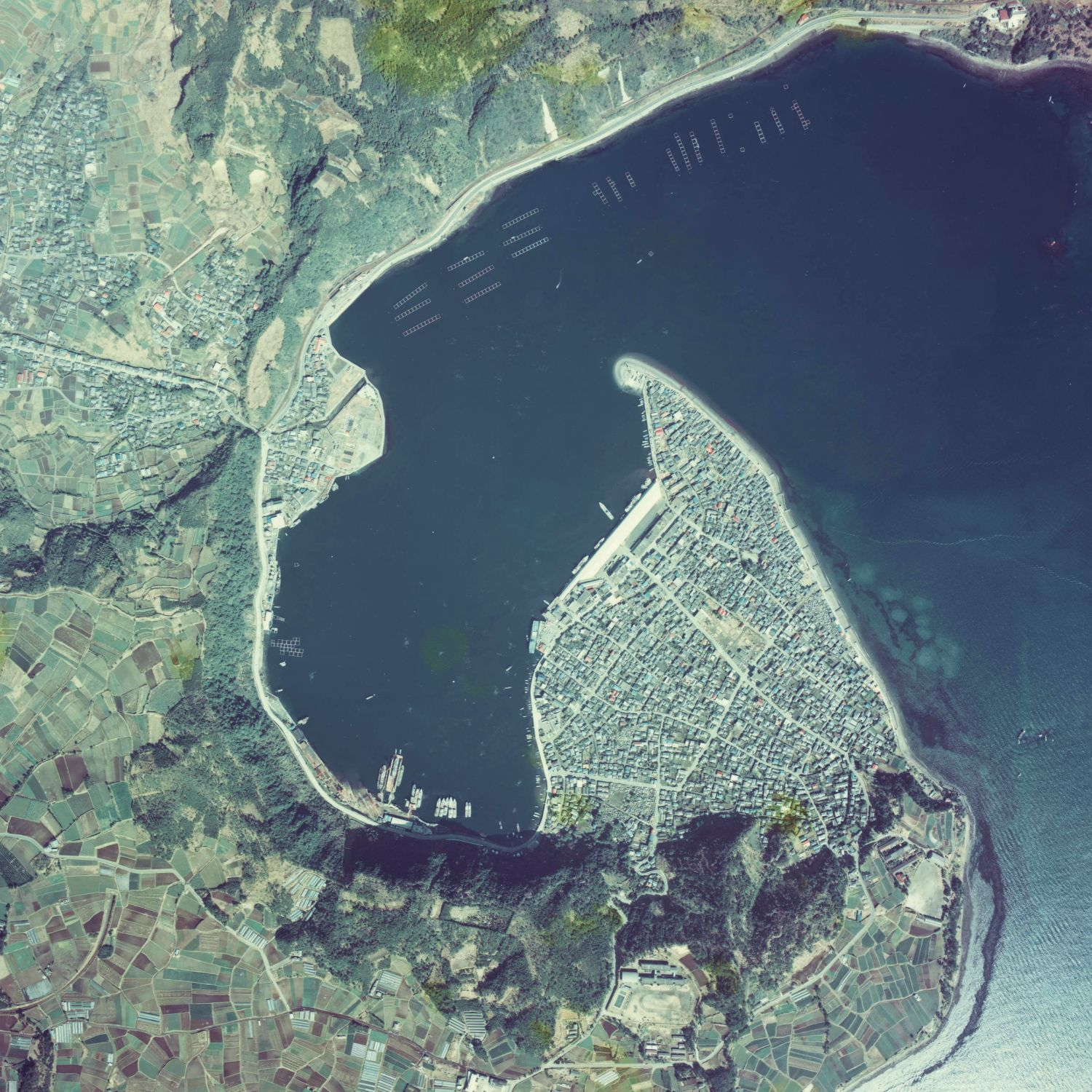
山川湾（鹿児島県）

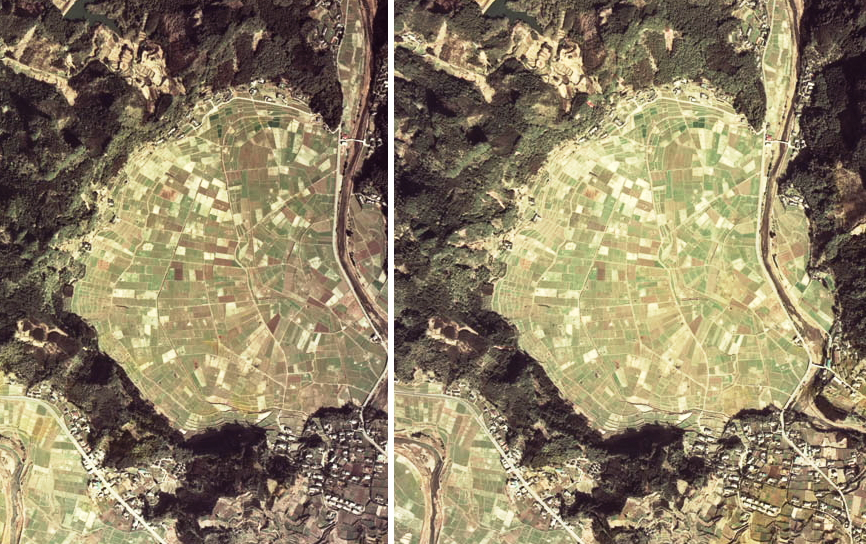
米丸のステレオ（平行法）空中写真（1974年）。

### 日本

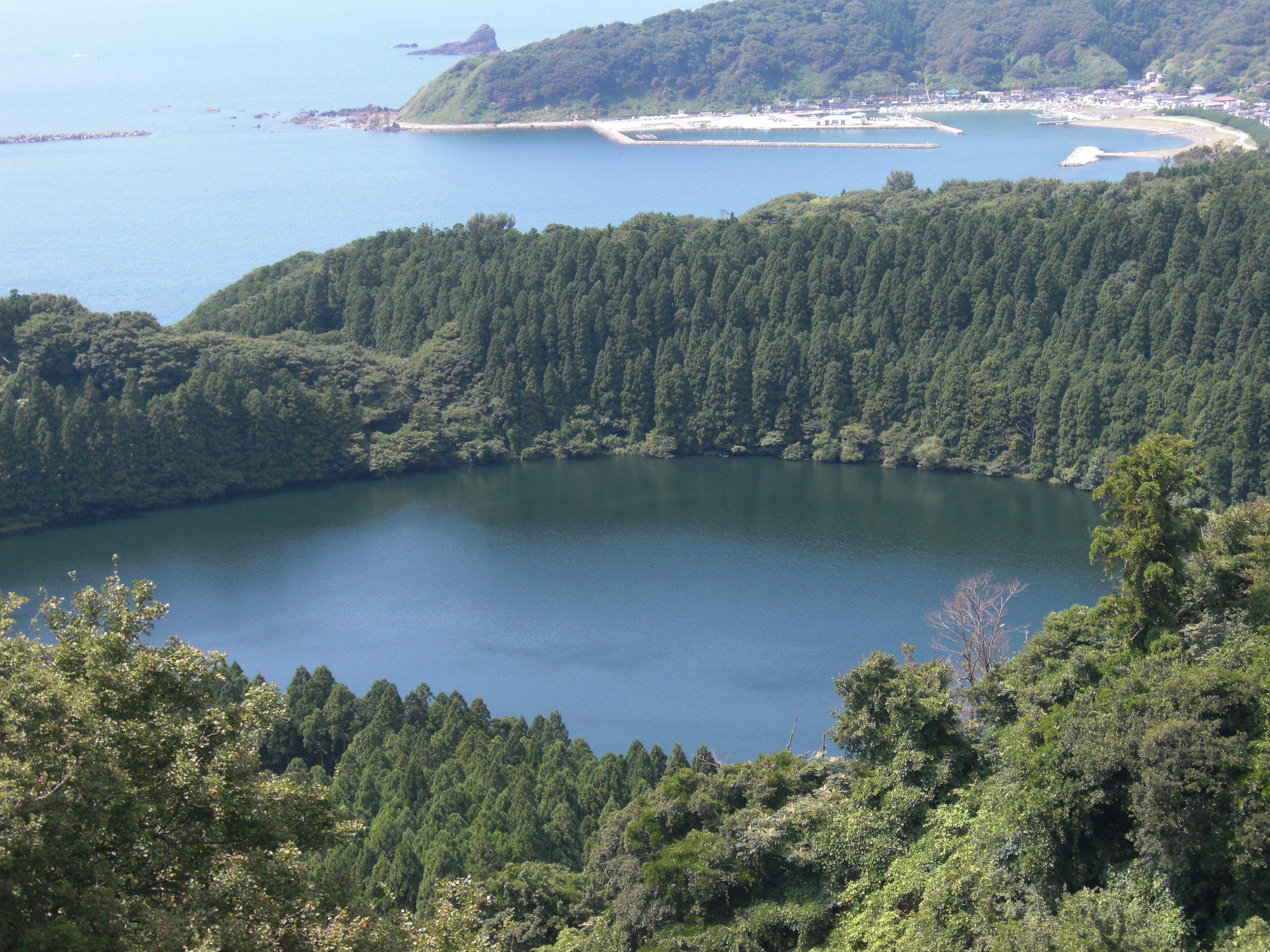
二ノ目潟

- 一ノ目潟・二ノ目潟・三ノ目潟（総称して「目潟」）[1][2]（秋田県男鹿市）
- 三宅島の大路池より南の凹地[2]（東京都三宅村）
- 伊豆大島の波浮港[2]（東京都大島町）
- 草津白根山の弓池（群馬県草津町）
- 御池（宮崎県都城市・高原町）
- 米丸（鹿児島県姶良市）
- 住吉池（鹿児島県姶良市）
- 鰻池（鹿児島県指宿市）
- 山川湾（鹿児島県指宿市）
- 伊豆の一碧湖（静岡県伊東市）

### ユーラシア
- ドイツ・アイフェル地方
  - シェーンフェルト・マール（Schönfeld Maar） - シェーンフェルト（ドイツ語版）の南西にあるマールで、2つがつながっている[3]。
  - シャルケンメーレナー・マール（ドイツ語版） - ダウンの南に所在し、2つのマールがつながっていてヒョウタン形をなしている[4]。また、後述するヴァインフェルダー・マールおよびゲミュンデナー・マールとは隣接している[5]。
  - ヴァインフェルダー・マール（ドイツ語版）（トーテンマールとも） - シャルケンメーレナー・マールの北西に位置する[6]。
  - ゲミュンデナー・マール（ドイツ語版）
- パヴァン湖（フランス語版）（フランス）
- イサルレ湖（フランス語版）（フランス）

### 南北アメリカ
- デビル・マウンテン・レイクス（英語版）（アメリカ合衆国、アラスカ州） - 世界最大のマール
- ウキンレク・マール群（英語版）（アメリカ合衆国、アラスカ州）
- ホール・イン・ザ・グラウンド（英語版）（アメリカ合衆国、オレゴン州）

### アフリカ・大洋州
- ニオス湖 （カメルーン）